# Santa Bárbara (Ribeira Grande)
Santa Bárbara is een plaats (freguesia) in de Portugese gemeente Ribeira Grande en telt 1271 inwoners (2001).